# ヘンダーソン (ネバダ州)
ヘンダーソン（英: Henderson）は、アメリカ合衆国ネバダ州のクラーク郡にある都市。ラスベガスの25㎞南東に位置し都市圏に含まれる。人口は約31万人（2020年）で、ネバダ州ではラスベガスに次ぐ規模の都市である。ラスベガス・バレーにあり、標高は概ね500mである。

## 歴史
ヘンダーソン市は2003年に市制50周年を迎えた。第二次世界大戦の「魔法の金属」だったマグネシウムを国内に供給するために1940年代にベイシック・マグネシウム工場が建設されたときに、町として出現した。この工場はアメリカ合衆国陸軍省に、焼夷弾の筐体や航空機のエンジン、機体などの部品に使われるマグネシウムを供給した。ジム・ギブソン市長の祖父フレッド・D・ギブソンが「魔法の金属」を生産する秘訣を学びにイギリスに派遣された当初の技師たちの一人であり、これが最終的にアメリカ合衆国と連合国軍が戦争に勝利する一因になった。「アメリカの防衛のために生まれた」ヘンダーソンだったが、戦後の成り行きが不透明だった1953年4月16日に市制が布かれた。
1947年になって、マグネシウムが防衛のために必要ではなくなり、ベイシック・マグネシウム会社の従業員14,000人の大半は町を離れた。学校の入学者は3分の1までに減り、工場労働者のために立てられた家屋の半分以上は空き家になった。陸軍省資産監督部は実際にヘンダーソン市に戦時の過剰な資産を売却する提案を行った。
ヘンダーソン市を救うためにネバダ州議会は、週末にヘンダーソン市を訪れて、ベイシック・マグネシウム会社を州で管理する可能性を調査した。この訪問から数日以内に、議会はネバダ州コロラド川管理委員会に工場を買収する権限を与えた。ベイル・ピットマン州知事は1947年3月27日にこの法案に署名し、ヘンダーソン市の戦時過剰資産を救済することになった。
ヘンダーソン市は地元の産業の援助もあって、1953年に公式に市制を布いた。この年5月23日、人口は7,410人であり、初代市長としてジム・フレンチ博士を選出した。当初市域面積が13平方マイル (34 km2) に過ぎなかった市は急速に成長し繁栄を始めた。今日、市域面積は94平方マイル (240 km2) にまで拡がっており、ネバダ州で人口では第2位の都市になった。公式のスローガンは「ヘンダーソン、故郷と呼べる場所」であり、小さな町の価値を享受しながら大都市の効率も追求できる地域社会を反映するものになっている。
主要なショッピング・モール、複合映画館、レストランおよびカジノ・リゾートの数が増え、ヘンダーソンの住人は余暇時間に様々な選択肢がある。ラスベガス市と境を接し、世界的に有名なラスベガス・ストリップともそれほど遠くない距離にある。ヘンダーソン市が長い間芸術や文化のプログラムを支援してきたことを証言する「シェイクスピア・イン・ザ・パーク」は1996年に10周年を迎えた。市内にはネバダ州最大のレクレーション施設、「リバティポイントの多世代施設」があり、また州唯一の野鳥保護区域もある。また様々な文化行事も支援しており、その多くはその種の施設としてはネバダ州最大である屋外円形競技場で開催されている。
マッカラン国際空港からは数マイルの距離にあり、クラーク郡が最近取得したヘンダーソン・イグゼキュテブ空港はマッカラン空港の代替として大きな改修と開発が計画されている。
市のマスタープランにある住宅地区としては、アンセム、アンセム・カントリークラブ、ブラックマウンテン・ビスタス、カリコ・リッジ、チャンピオン・ビレッジ、グリーン・バレー、グリーン・バレー・ランチ、インスピラーダ、レイク・ラスベガス、マクドナルド・ハイランズ、マクドナルド・ランチ、マデイラ・キャニオン、セブンヒルズ、サンシティ・アンセム、サンシティ・マクドナルド・ランチ、タスカニー・レジデンシャル・ビレッジ、およびホイットニー・ランチがある。

### ロケット燃料工場の火災
1988年、ネバダ太平洋工業生産会社（略称PEPCON）のロケット燃料工場が炎に包まれた。何度も爆発が起こり、あるときはマグニチュード3を超える震度を記録した。死者2人を出した。この爆発によってヘンダーソン市の開発方向性は工業から現在あるような大規模住宅地域へ移行した。今日PEPCONの爆発の跡は残っておらず、跡地は大半がオフィスビルとなっている。

### 20世紀の最良の住処
2006年、マネー・マガジンは毎年行っているアメリカ合衆国で住みたい所トップ100を発表し、ヘンダーソンはその20位にランクされた。

### 最も歩きがいのある都市の一つ
2007年、プリベンション・マガジンはアメリカ合衆国で歩きがいのある都市の6位にヘンダーソンを挙げた。5位はカリフォルニア州のサンディエゴで7位はワシントン州のシアトルだった。ただし、これにはヘンダーソンの過度の暑さは考慮されていない。ヘンダーソンには37マイル (59 km) 以上の歩行者道路がある。

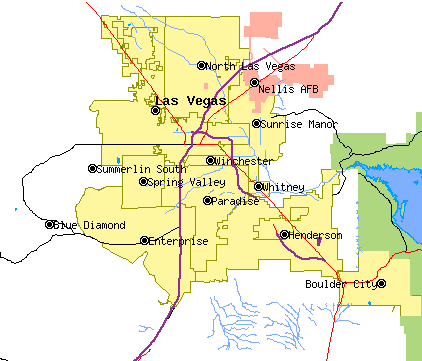
ラスベガス大都市圏

## 市政府
ヘンダーソン市は1953年にネバダ州議会から認証を受けた都市であり、市制委員会とシティマネジャーの方式を採っている。2024年時点の市長はミシェル・ロメロである。市政委員会は市長を含め5人、他にシティマネジャー、市検事長、市事務官がいる。

## 地理
ヘンダーソンは北緯36度2分23秒 西経114度58分52秒 / 北緯36.03972度 西経114.98111度 (36.03972, -114.98111)に位置する。
アメリカ合衆国国勢調査局に拠れば、市域全面積は79.7平方マイル (206.4 km2)であり、すべて陸地である。2006年時点で、全面積が94.5平方マイル (244.7 km2) となった。
ヘンダーソンを取り囲む山は大半がなだらかである。マカルー山脈が市に最も近い山脈であり、その大半は数百万年前の火山の爆発で噴出した黒い岩で覆われている。この山脈の平均標高は約3,800フィート (1,160 m) である。その景観はほとんど水が無い砂漠になっている。市内にある唯一の水源はダック・クリークのような枯れ川である。

## 人口動態
以下は2000年の国勢調査による人口統計データである。
| 基礎データ - 人口: 175,381人 - 世帯数: 66,331世帯 - 家族数: 47,095家族 - 人口密度: 849.7人/km2（2,200.8人/mi2） - 住居数: 71,149軒 - 住居密度: 344.7軒/km2（892.8/mi2） 人種別人口構成 - 白人: 80.49% - アフリカン・アメリカン: 3.76% - ネイティブ・アメリカン: 0.70% - アジア人:3.98% - 太平洋諸島系: 0.42% - その他の人種: 3.16% - 混血: 3.49% - ヒスパニック・ラテン系: 13.71% | 年齢別人口構成 - 18歳未満: 25.1% - 18-24歳: 7.9% - 25-44歳: 32.5% - 45-64歳: 24.4% - 65歳以上: 10.1% - 年齢の中央値: 36歳 - 性比（女性100人あたり男性の人口） - 総人口: 98.4 - 18歳以上: 96.4 世帯と家族（対世帯数） - 18歳未満の子供がいる: 33.0% - 結婚・同居している夫婦: 56.4% - 未婚・離婚・死別女性が世帯主: 10.0% - 非家族世帯: 29.0% - 単身世帯: 20.3% - 65歳以上の老人1人暮らし: 5.0% - 平均構成人数 - 世帯: 2.63人 - 家族: 3.05人 |

### 収入
収入と家計
- 収入の中央値
  - 世帯: 55,949米ドル
  - 家族: 61,176米ドル
- 人口1人あたり収入: 26,815米ドル
- 貧困線以下
  - 対人口: 5.6%
  - 対家族数: 3.9%
  - 18歳未満: 6.4%
  - 65歳以上: 4.7%

## 交通
市内の交通は市民地域交通がラスベガス・バレー全体に走るバス路線のネットワークを運行している。
ヘンダーソンには4つの主要な高規格道路がある。ラスベガスとボールダー市を繋ぐ主要幹線であるボールダー・ハイウェイ（ネバダ州道582号線）、レイクミード・パークウェイ（州道564号線）、州間高速道路515号線と同215号線である。ネバダ州道146号線はセントローズ・パークウェイとも呼ばれ、スローンの近くで州間高速道路15号線とグリーン・バレーで州間高速道路215号線とを接続する。この道路は以前レイクミード・パークウェイの一部であり、カリフォルニア州南部からヘンダーソンに直接出入りする道路となっている。
ヘンダーソン・イグゼキュテブ空港がある。ラスベガス大都市圏の主要空港はマッカラン国際空港であり、ヘンダーソンの北西にある。
通りの番号付け方法はラスベガス・バレーの他の都市とは異なっている。市の中心はウォーター通りとレイクミード・パークウェイの交差点にある。ヘンダーソン警察署は長年レイクミード・パークウェイ（旧名のレイクミード・ドライブも含めて）のことを146番と呼んでおり、ボールダー・ハイウェイは元の呼び方で93番と呼ぶことが多い。
ヘンダーソンには鉄道が1線来ており、ユニオン・パシフィック鉄道の分岐線である。この線は元々ボールダーを終着駅にしていたが、後に州間高速道路215号線と州間高速道路515号線のインターチェンジ付近に移転された。

## 教育
クラーク郡教育学区が初等および中等教育を運営している。ヘンダーソンには29の小学校、9の中学校および9の高校がある。9校ある高校のうち5つは公立学校である。10番目の高校シルベラド高校もヘンダーソンの一部だが、クラーク郡の未編入地域（パラダイス）にある。

### カレッジと大学
ヘンダーソンには幾つかのカレッジと大学がある。1つはニューヨーク市のトゥーロ大学に関連する私立のユダヤ人大学であるトゥーロ大学ネバダ校である。次にネバダ州立カレッジがある。これはネバダ州高等教育システムにある学士号を出すカレッジである。南ネバダ大学は看護学、薬学および経営学の学位を出す私立大学であり、ヘンダーソンにある。南ネバダカレッジはラスベガスにあるコミュニティカレッジであり、ヘンダーソンにも支部キャンパスがある。カリフォルニア州のナショナル大学もヘンダーソンにキャンパスを持っている。
その他、ラスベガス芸術専門学校、ラスベガス・カレッジおよびITT工科大学のネバダ校も営利カレッジとして市内で運営している。

## メディア
ヘンダーソンでは2つの主要日刊紙、ラスベガス・レビュー・ジャーナルとラスベガス・サン（どちらも同時配達される）を購読できる。週刊のヘンダーソン・ホームニューズとヘンダーソン・グリーンバレー・ビューも発行されている。フォックステレビの系列局KVVUがヘンダーソンで放送免許を得ている。

### 映画の中で
ヘンダーソンはラスベガス地域と同様にしばしば映画、テレビで放映されている。
- 『CSI:科学捜査班』は犠牲者や関係者の住所がヘンダーソンだったが番組の大半はカリフォルニア州が舞台になっている。
- 『リアルCSI』ドキュメンタリーはヘンダーソン警察署の犯罪現場分析係と捜査官を登場させた。
- 映画ジェームズ・ボンド・シリーズの『007 ダイヤモンドは永遠に』では、ショーン・コネリー演じるボンドが生きながら火葬に付されるところだったが、ヘンダーソンのパーム遺体安置所で撮影された。
- ジュリア・ロバーツやジョン・キューザックが出演した映画『アメリカン・スウィートハート』はレイク・ラスベガスで多くのシーンが撮影された。

## 著名な住人
- トニー・カーティス、俳優
- ダニエル・"ルディ"ルーティガー、やる気を起こさせる話し手[10]
- ブランドン・フラワーズ、ザ・キラーズのボーカリスト[11]
- ブリッタニー・ルバラカバ、アメリカの次のトップモデル・コンテスト参加者
- ジャネット・ジャクソン、歌手、マイケル・ジャクソンの妹
- グラディス・ナイト、歌手
- トニー・ブラクストン、歌手、女優
- ナンシー・ウォルトン・ローリー、ウォルマートの共同設立者ジェイムズ・"バッド"・ウォルトンの娘[12]
- マイク・マツソー、プロのポーカー選手
- ピエール・オミダイア、eBay創設者[13]
- フレーバー・フラブ、ラッパー[14]
- マリー・オズモンド、女優、歌手、ダンサー
- ヴァンダレイ・シウバ、総合格闘家
- ジョシュ・トービン、テレビショーKing of Carsに登場した車のトップセールスマン
- ハンター・タイロとマイケル・タイロ、俳優
- デイビッド・スクランスキー、プロのポーカー選手、著作家[15]
- セリーヌ・ディオン、歌手
- ジョナサン・オグデン、NFL選手、元ボルチモア・レイブンズ
- スモーキー・ロビンソン、歌手
- ジェイソン・ジアンビ、MLB選手、コロラド・ロッキーズ
- シーナ・イーストン、ポップ歌手
- マイク・ダービン、元プロボウラー、 全米プロボウラーズ協会殿堂入り
- アレックス・デレオンとキャッシュ・コリガン、ポップ・パンク・バンド「ザ・キャブ」のボーカリストとギター奏者
- デイビッド・オズボーン、ピアニスト、大統領のピアニスト、ベラジ・リゾートでナイトショー[16]

## 見どころ
- アカシア・デモンストレーション・ガーデン
- ブラックマウンテン・レクレーションセンター
- クラーク郡ヘリテージ博物館
- エセル・M・植物サボテン庭園
- エセル・M・チョコレート工場
- ガレリア・アット・サンセット
- セブンヒルズ
- グリーン・バレ・ランチ、リゾート、温泉およびカジノ
- グリーン・バレ・ランチ地区
- フィエスタ・ヘンダーソン
- ヘンダーソン野鳥観察保護地区および水再利用施設
- ヘンダーソン・パビリオン
- レイク・ラスベガス
- ネバダ州立カレッジ
- サンセット・ステーション・ホテル・アンド・カジノ
- トービン・ドッジ、ジョス・トービンのディラー
- ベテランズ・ウォール
- ワイルドホース・ゴルフクラブ
- 712 レッドバーク・レーン